# كفر الجزيرة (الغربية)
كفر الجزيرة إحدى قرى مركز زفتى التابع لمحافظة الغربية بجمهورية مصر العربية. أصله من توابع ميت النور ثم فصل عنها سنة 1256 هـ.

## السكان
بلغ عدد سكان كفر الجزيرة 6394 نسمة حسب تقدير عام 2018.
| السنة  | 1882 | 1897 | 1907 | 1927 | 1947 | 1960 | 1976 | 1986 | 1996 | 2006  | 2018 |
| ------ | ---- | ---- | ---- | ---- | ---- | ---- | ---- | ---- | ---- | ----- | ---- |
| القرية | 656  | 1149 | 1477 | 1557 | 1768 | 2429 | 3146 | 3562 | 4329 | 5,063 | 6394 |